# Monumentos de las fronteras del gueto en Varsovia

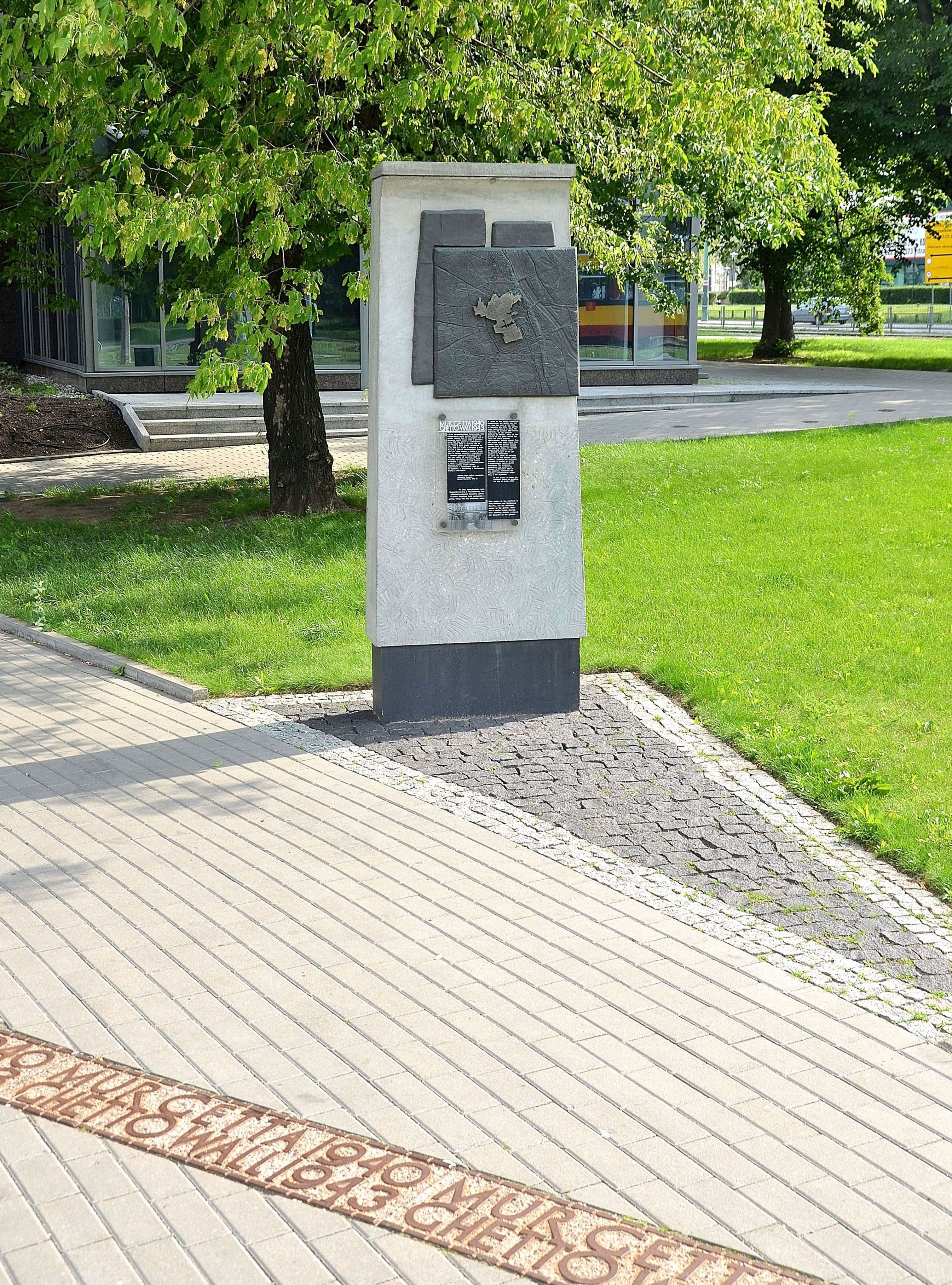
Monumento de las fronteras del gueto en la calle Bonifraterska

Monumentos de las fronteras del gueto en Varsovia: un grupo de 22 placas conmemorativas y losas de hormigón que muestran por donde pasaban las paredes del gueto de Varsovia en distritos Wola y Śródmieście.
En el espacio urbano de la Varsovia contemporánea los monumentos conmemoran los puntos más alejados en las fronteras del distrito cerrado judío. Fueron creados en lugares donde en los años 1940-1943 hubo, entre otros, puertas, pasarelas de madera sobre las calles arias, así como edificios importantes para los habitantes del gueto de Varsovia.

## Historia y diseño de monumentos
Los iniciadores de la conmemoración de los lugares fronterizos más importantes del gueto eran, entre otros, los empleados del Instituto Histórico Judío y Conservador de Monumentos de Varsovia. El proyecto fue desarrollado por Eleonora Bergman y Tomasz Lec en colaboración con Ewa Pustoła-Kozłowska (colocación de monumentos) y Jan Jagielski (informaciones históricas colocadas en las placas y selección de imágenes).
Cada uno de los monumentos consta de tres elementos:
- placa de bronce que mide 60 × 60 cm que demuestra los contornos del gueto en sus límites más lejanos y la red de calles en el mapa de Varsovia antes de la guerra, junto con el punto marcado en el que se sitúa el lugar conmemorado.
- placa de plexiglás que mide 36 × 50 cm, con una información breve escrita en polaco y en inglés sobre la importancia de los lugares determinados en la historia del distrito cerrado y con 1 - 2 fotografías de archivo hechas en el período del gueto, acompañadas de su corta historia:

Siguiendo las órdenes de las autoridades de ocupación alemanas, el gueto fue aislado del resto de la ciudad el 16 de noviembre de 1940. El espacio amurallado inicialmente ocupaba una superficie de 307 hectáreas, luego se lo redujo; desde enero de 1942, se dividió en el llamado gueto grande y pequeño. Adentro, colocaron cerca de 360 mil judíos de Varsovia y alrededor de 90 mil de otros sitios. Alrededor de 100 mil personas murieron de hambre. En el verano de 1942, los alemanes deportaron y asesinaron en las cámaras de gas de Treblinka a unas 300 mil personas. El 19 de abril de 1943 estalló el levantamiento; hasta mediados de mayo, insurgentes y civiles murieron en la batalla y en las llamas de un gueto quemado poco a poco; Los alemanes asesinaron al resto en noviembre de 1943 en Majdanek, en Poniatowa y en Trawniki. Sobrevivieron pocos.

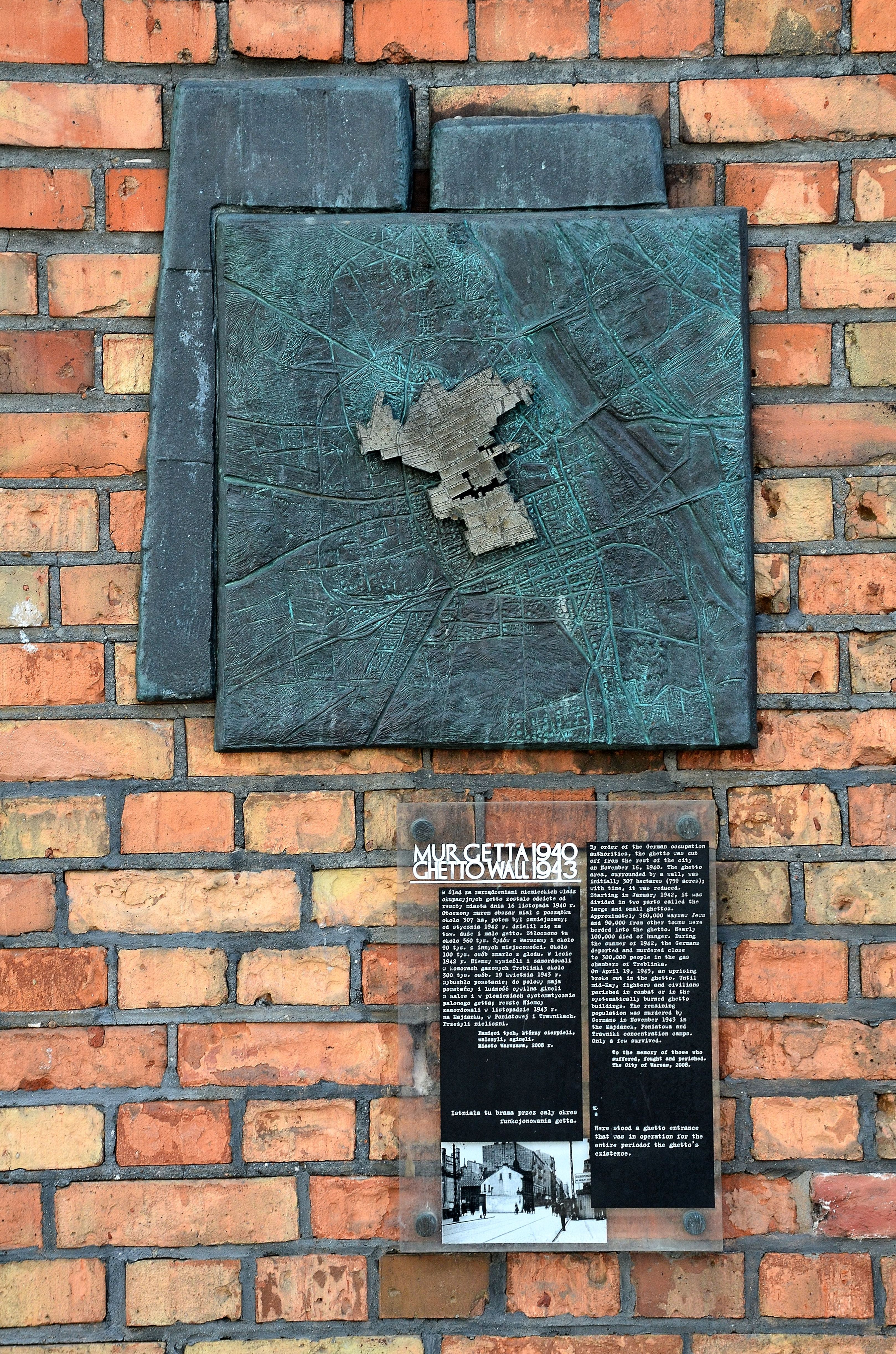
Placas colocadas en el edificio de la antigua Fábrica de Productos de Hierro "Duschik i Szolce" en la calle Żelazna 63 (desde el lado de la calle Grzybowska)

En memoria de aquellos que sufrieron, lucharon, murieron.
Ciudad de Varsovia, 2008.

- Losas de hormigón de 25 cm de anchura con una inscripción bilingüe hecha de fundición: MUR GETTA 1940 / GHETTO WALL 1943 ubicados en un pavimento o césped, que muestra la ubicación exacta de los fragmentos más cercanos de la pared del gueto. La fecha 1940-1943 es simbólica, ya que la mayoría de los lugares conmemorados fueron excluidos del gueto en 1941-1942, en cambio, uno de ellos se incorporó al distrito cerrado en diciembre de 1941, y otros dos - en enero de 1942.

La mayoría de las placas se han colocado en 14 pilares de hormigón blanco especialmente diseñados, de 230 cm de altura, colocados sobre un adoquín, y el resto situado directamente en los muros o en las paredes de edificios y construcciones.
Las conmemoraciones se crearon entre abril y noviembre de 2008. Inicialmente, el proyecto asumió el marcado de los límites del gueto en 21 ubicaciones. La vigésima segunda placa se inauguró el 27 de enero de 2010 durante la celebración del Día Internacional de Conmemoración en Memoria de las Víctimas del Holocausto en el fragmento conservado del muro del gueto en la calle Sienna.

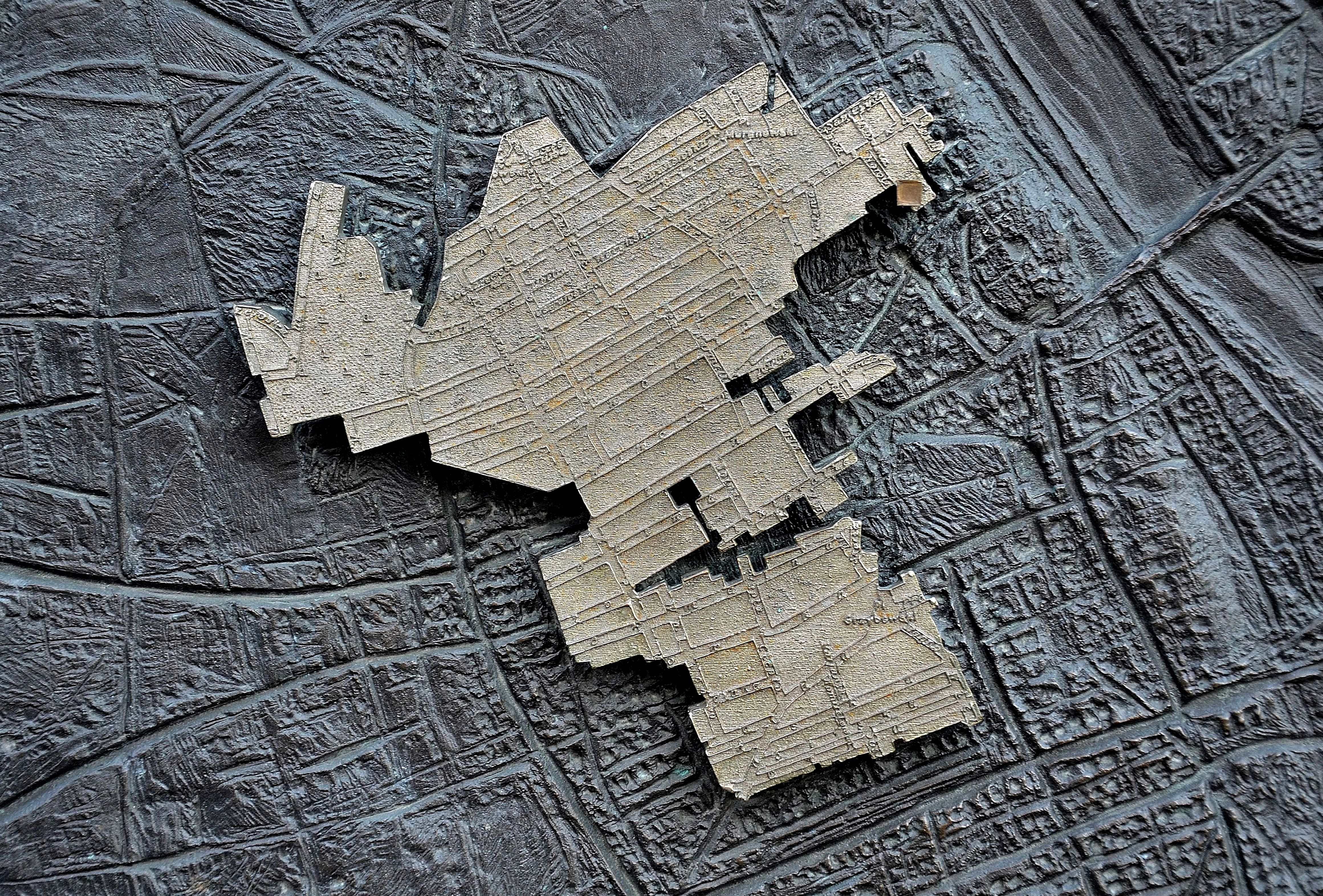
Primer plano del mapa del gueto con la ubicación marcada del lugar conmemorado (calle Świętojerska)

El proyecto fue financiado por la ciudad de Varsovia y el Ministerio de Cultura y Patrimonio Nacional.

## Ubicación de monumentos
- La calle General Władysław Anders, esquina de la calle Świętojerska: el monumento conmemora una de las puertas más importantes del gueto ubicada en la entonces calle Nalewki. El 19 de abril de 1943, a las 5.30 de la madrugada, a través de esta puerta el ejército alemán y las tropas de Letonia y Ucrania bajo el mando de Ferdinand von Sammern-Frankenegg, que colaboraron con ellos,     entraron al gueto encontrando la resistencia armada de los combatientes judíos.[5] Las luchas comenzaron el Levantamiento del Gueto de Varsovia.
- La calle Bielańska, esquina de la calle A. Corazzi: aquí el gueto incluía la Gran Sinagoga de Varsovia y la Biblioteca Central Judaica. Esta parte de Śródmieście fue excluida del gueto el 20 de marzo de 1942.

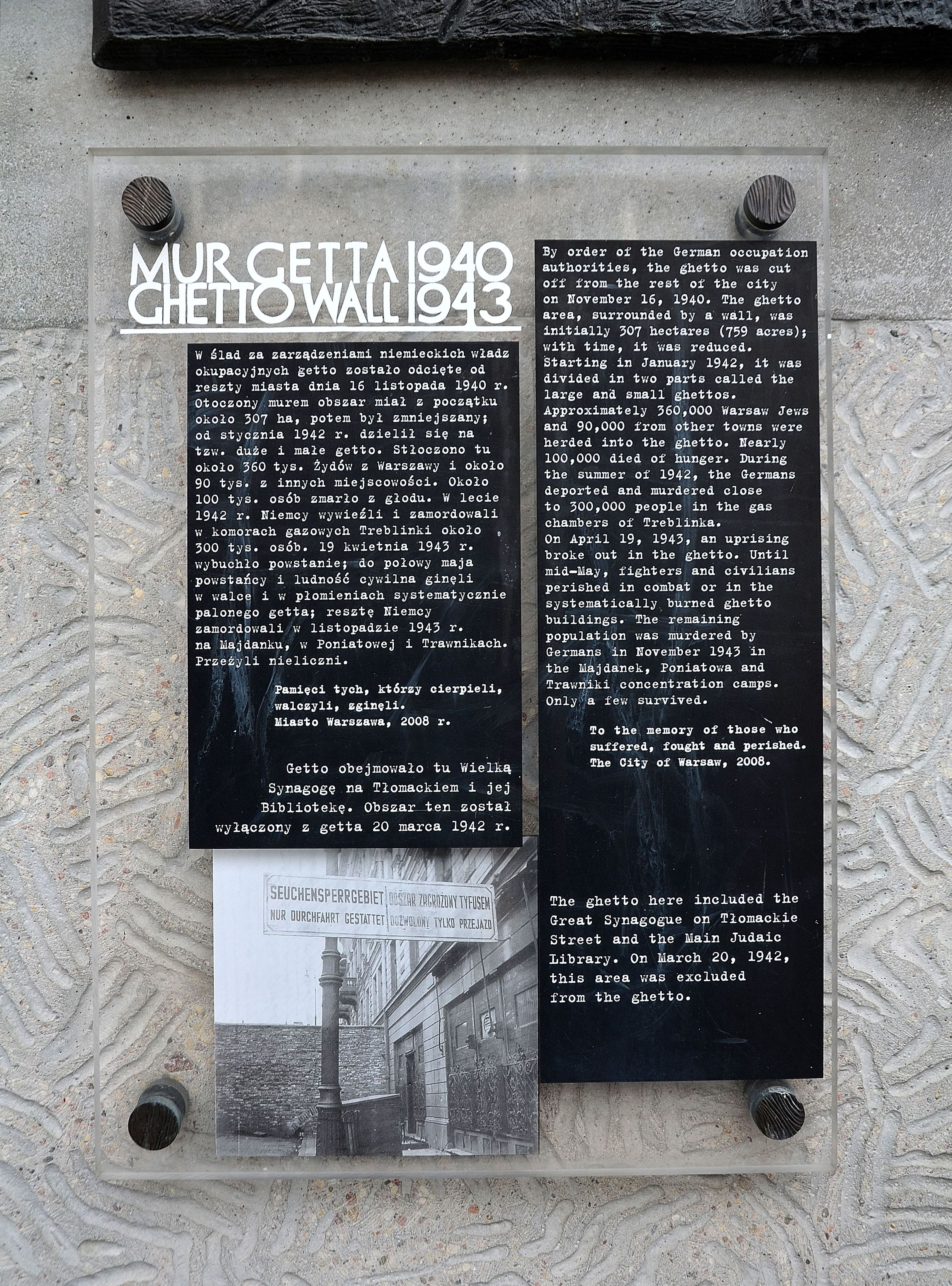
Placa con información histórica sobre el gueto y el punto fronterizo del distrito cerrado (calle Bielańska)

- Placa con información histórica sobre el gueto y el punto fronterizo del distrito cerrado (calle Bielańska)Calle Bonifraterska al lado de la calle Międzyparkowa: en este lugar, en la intersección de las calles Bonifraterska y Żoliborska, se situaba una esquina noreste del gueto. Sobre la parte norteña excluida del gueto, en la calle Przebieg, se construyó una pasarela de madera: uno de los cuatro construcciones de este tipo erigidos por orden de los alemanes en el gueto de Varsovia.[6]
- La calle Chłodna, en la esquina de la calle Elektoralna, conmemora el edificio de los Tribunales Grodzki en Leszno, no incluido al gueto, junto con la calle Biała que conduce a él. El edificio de los Tribunales era un lugar de encuentro para las personas de ambos lados del muro del gueto y hasta septiembre de 1942, uno de los puntos de escape más importantes de los judíos hacia el lado ario.[7] Después de la guerra, la calle Biała fue reconstruida a unos 200 metros al oeste.
- Calle Chłodna, al lado de la calle Żelazna: el monumento conmemora la exclusión del gueto, en diciembre de 1941, de la zona limitada por las calles Leszno, Wronia, Grzybowska y Żelazna, como resultado de lo cual el distrito cerrado se dividió en el llamado gueto grande y pequeño. También fue el lugar donde se localizó uno de los símbolos del Holocausto: un puente de madera construido sobre la calle Chłodna y puesto a disposición de los habitantes del gueto el 26 de enero de 1942.[8]
- Calle Chłodna 41: aquí, hasta diciembre de 1941, corría la frontera occidental del gueto, marcada en la parte posterior de la propiedad en la calle Wronia, y había una de sus primeras 22 puertas (abierta hasta noviembre de 1941). Después de excluir esta parte de Wola del gueto en diciembre de 1941, su frontera fue trasladada al centro de la calle Żelazna.
- Plaza del Desfile 1: en la pared oriental de la ala noreste del Palacio de Cultura y Ciencia, en el que se sitúa Teatr Studio (en español, Teatro Estudio), aquí entre los edificios corría el límite sudeste del gueto, trasladada el 5 de octubre de 1941 al centro de la calle Sienna.

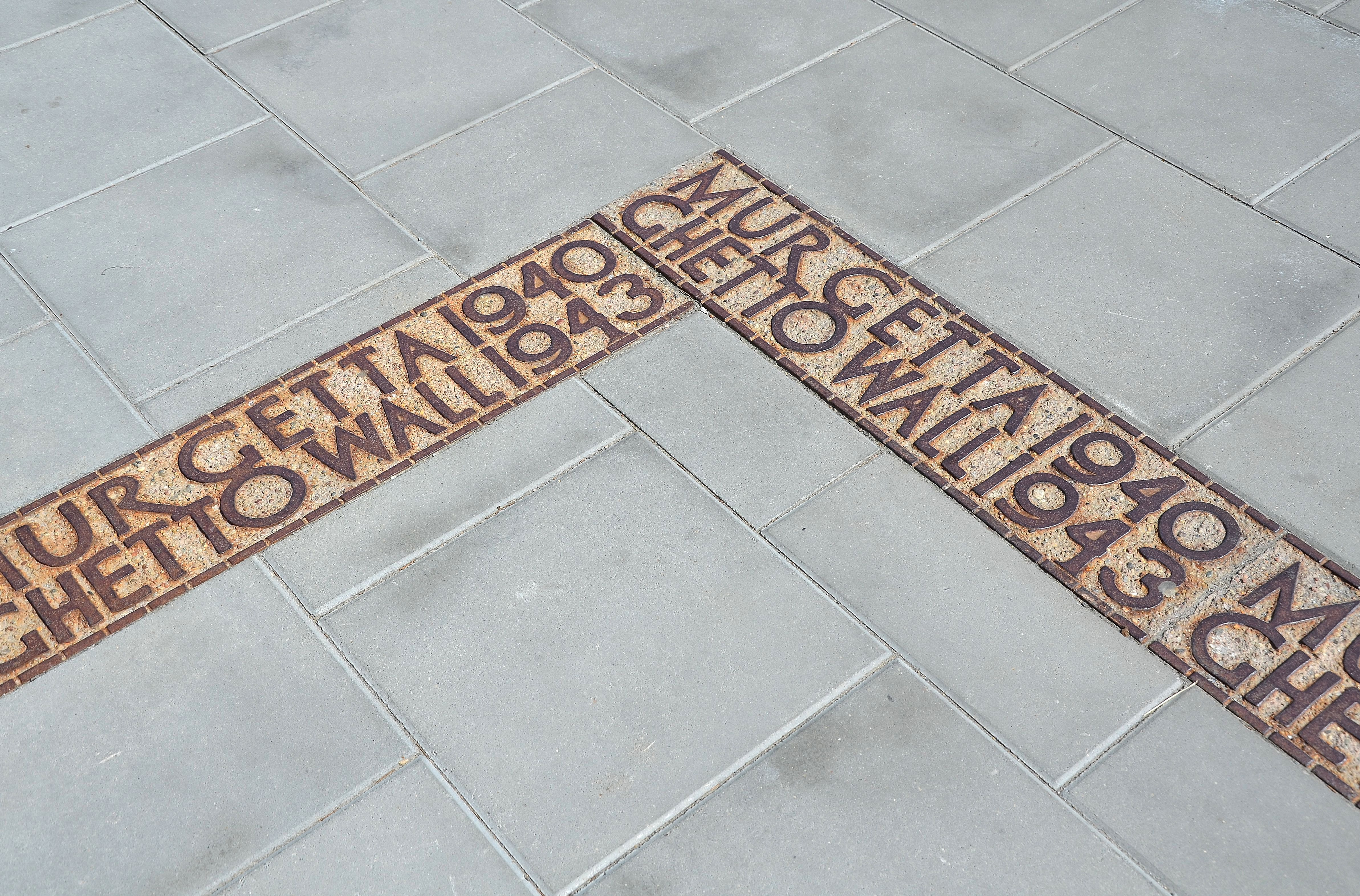
Placas que muestran el curso de las paredes del gueto en el pavimento cerca del Palacio de la Cultura y la Ciencia

- Avd. Piotr Drzewiecki, al lado de la plaza Żelazna Brama: desde aquí, en la dirección oeste hasta la calle Żelazna, corría una zona no incluida al gueto, con Hale Mirowskie, Koszary Mirowskie, Iglesia de San Carlos Borromeo y calle Chłodna, que entra por la zona aria al distrito cerrado y que lo divide en dos partes.[9]

- Avd. Piotr Drzewiecki, al lado de avd. Juan Pablo II: en la pared sur de las Galerías Comerciales Hale Mirowskie, las placas conmemoran la frontera norte del llamado pequeño gueto, que corría por aquí a lo largo de las paredes fronterizas entre las propiedades.
- Calle Dzika, al lado de avd. Juan Pablo II: en este lugar, después de un ligero desplazamiento en enero de 1942 de la frontera del distrito cerrado en dirección norte hasta la línea de la calle Dzika, había una esquina noroeste del gueto.
- Calle Dzika, esquina de calle Stawki: un monumento conmemora el lugar donde, desde enero de 1942, había una de las puertas que llevaban a Umschlagplatz.
- Calle Freta 55 (desde el lado de la calle Franciszkańska) - aquí estaba la parte más oriental del distrito cerrado. Toda la zona de la Ciudad Nueva fue excluida del gueto en diciembre de 1941.

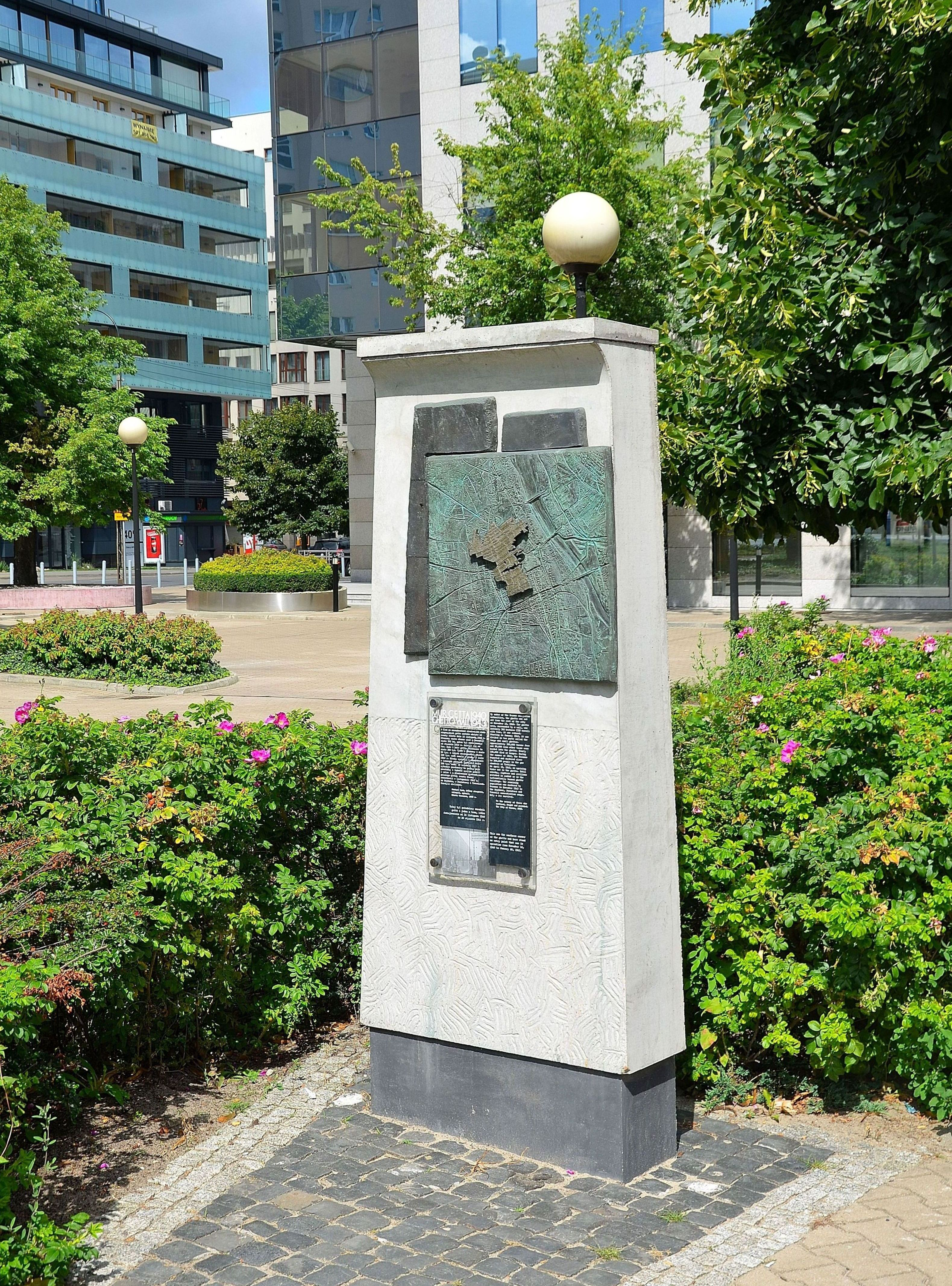
Monumento de las fronteras del gueto en la calle Twarda

- Monumento de las fronteras del gueto en la calle TwardaCalle Młynarska, en la pared del cementerio judío (cerca de la frontera de la necrópolis con el Cementerio Musulmán Caucásico): conmemora el cementerio judío, cuyo muro a lo largo de la calle Młynarska y el Cementerio Powązki marcaba la frontera noroeste del distrito cerrado, hasta la exclusión del cementerio del gueto en diciembre de 1941.
- Calle Okopowa 49/51, en la pared del cementerio judío (al lado de la calle Anielewicza): la segunda conmemoración de la mayor necrópolis judía de Varsovia y estadio del club deportivo Skra, adyacente a este muro desde el sur. El estadio era el único grande terreno sin edificaciones en el gueto. Se ha convertido en un lugar de tumbas individuales, colectivas y ejecuciones, que conmemora el cercano Monumento del martirio común de judíos y polacos. Aquellos que murieron durante el Levantamiento de Varsovia también fueron enterrados aquí.
- Calle Siena 53: conmemoración de la frontera del gueto desde el lado ario (actualmente el patio del XII Instituto de Segunda Enseñanza Henryk Sienkiewicz) formado por el muro existente entre los     edificios Sienna 53 y 55. La frontera sur del distrito cerrado se trasladó al centro de la calle Sienna, el 5 de octubre de 1941.
- Avd. Solidarności: entre el edificio de la Ópera de Cámara de Varsovia (no 76b) y la llamada Casa de los Disidentes (no 76a), donde se encuentra la sede de la parroquia Evangélico-Reformada: el monumento conmemora un enclave evangélico con iglesia, exluido del gueto, Casa de Disidentes, el Palacio Działyński, el Hospital Evangélico, y varios edificios en la calle Mylna, que ya no existe. El enclave, rodeado por todas partes por el muro del gueto, estaba conectado desde el este con el distrito ario por un estrecho pasaje a través de la propiedad en la calle Przejazd 5, destruida en septiembre de 1939. Esta ubicación especial facilitó a los feligreses y a los clérigos ayudar a los judíos en el gueto.[10]

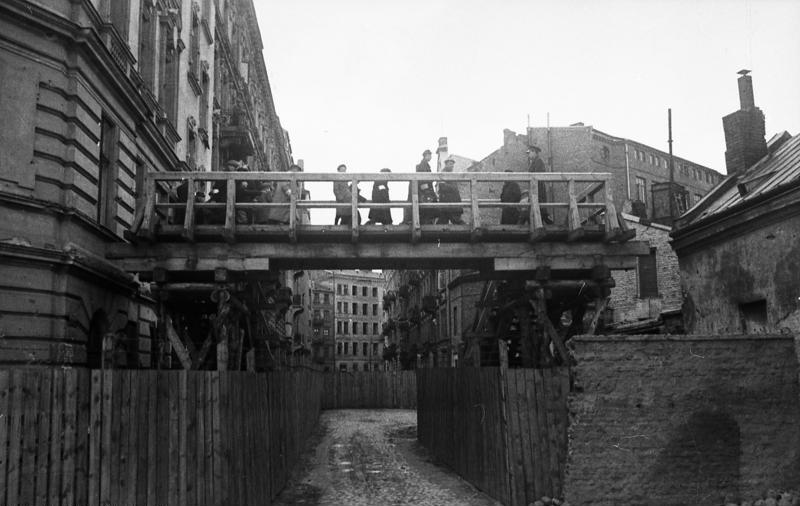
Una pasarela de madera sobre la inexistente calle Przebieg, conmemorada en la calle Bonifraterska

- Una pasarela de madera sobre la inexistente calle Przebieg, conmemorada en la calle BonifraterskaLa calle Stawki al lado de la calle Okopowa: en este lugar la frontera del gueto corría a lo largo de la frontera sur de la Fábrica de Curtidos Temler y Szwede (calle Okopowa 78) no incluida en el gueto.
- Świętojerska: esquina de la calle Nowiniarska. Es el único fragmento conservado de la pared norte del gueto.
- Calle Świętokrzyska en la Plaza de Mayor Bolesław Kontrym "Żmudzina": aquí, entre las propiedades, corría la frontera oriental de la parte sur del distrito cerrado. En marzo de 1941, el muro del gueto fue trasladado hacia el oeste hasta la línea de la calle Bagno.
- Calle Twarda en la intersección con calle Złota: este fue el lugar donde se ubicaron la esquina suroeste del gueto y una de sus primeras 22 puertas, que funcionó desde el 16 de noviembre de 1940 hasta el 20 de enero de 1941.
- Calle Żelazna 63 en el edificio de la Fábrica de Productos de Hierro "Duschik i Szolce",[11] no incluida en el gueto (desde el lado de la calle Grzybowska): aquí había una de las puertas principales que conducían al pequeño gueto.

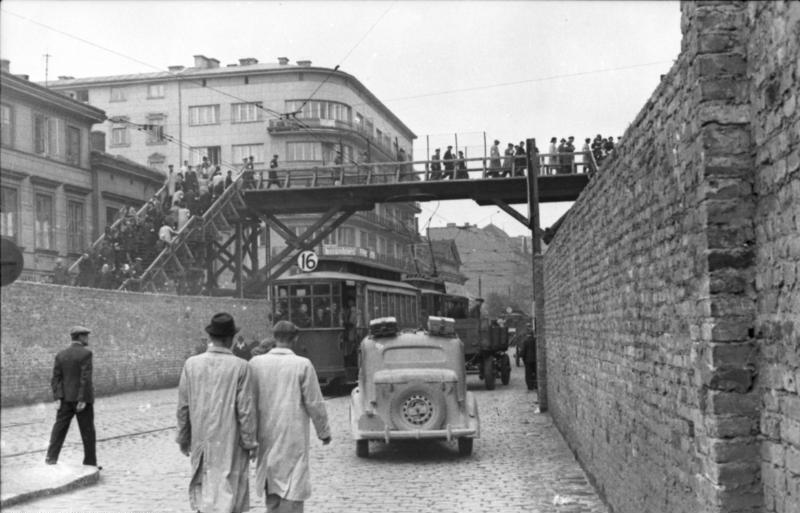
Las paredes del gueto a lo largo de la calle Chłodna junto con una pasarela de madera que conectó el llamado gueto pequeño y grande, desde enero hasta agosto de 1942

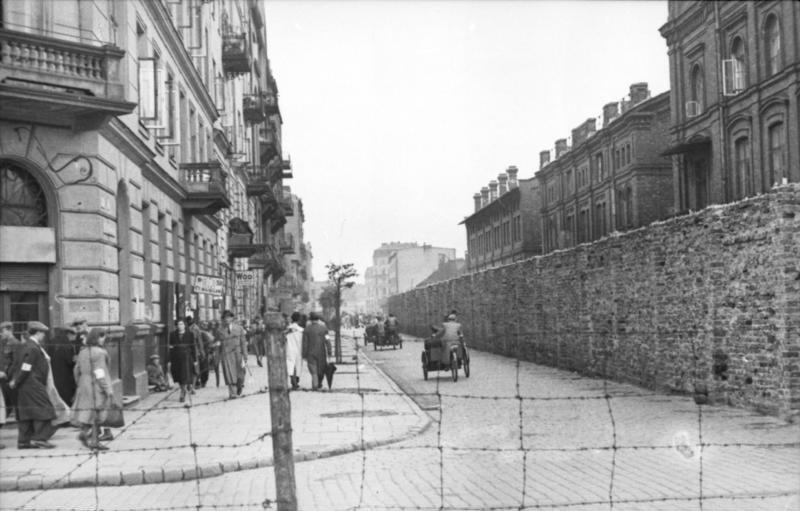
Muro del gueto a lo largo de la calle Grzybowska, vista hacia el este desde la intersección con la calle Żelazna

- Las paredes del gueto a lo largo de la calle Chłodna junto con una pasarela de madera que conectó el llamado gueto pequeño y grande, desde enero hasta agosto de 1942La pared del gueto en la plaza Żelazna Brama, conmemorada en avd. P. DrzewieckiMuro del gueto a lo largo de la calle Grzybowska, vista hacia el este desde la intersección con la calle ŻelaznaCalle Żelazna esquina de avd. Solidarności: ubicados en la pared del edificio de preguerra que alberga las escuelas públicas no 10, 17, 56 y 119[12] en calle Żelazna 88 (actualmente la Oficina del Distrito de Wola con la dirección: avd. Solidarności 90), las placas conmemoran una de las puertas más importantes del gueto, situada en la intersección de calle Żelazna y entonces llamada calle Leszno, así como el edificio de la Asociación de la Escuela Secundaria "Collegium" (calle Leszno 84), incorporada al gueto en abril de 1941, donde se encontraban el Departamento de Trabajo y el Departamento de Estadística del Consejo Judío.[9] El edificio era un enclave del gueto en el lado ario. En septiembre de 1941, se conectó con el distrito cerrado con una pasarela de madera a la altura del primer piso, construida sobre el muro del gueto, que corría en medio de calle Żelazna.

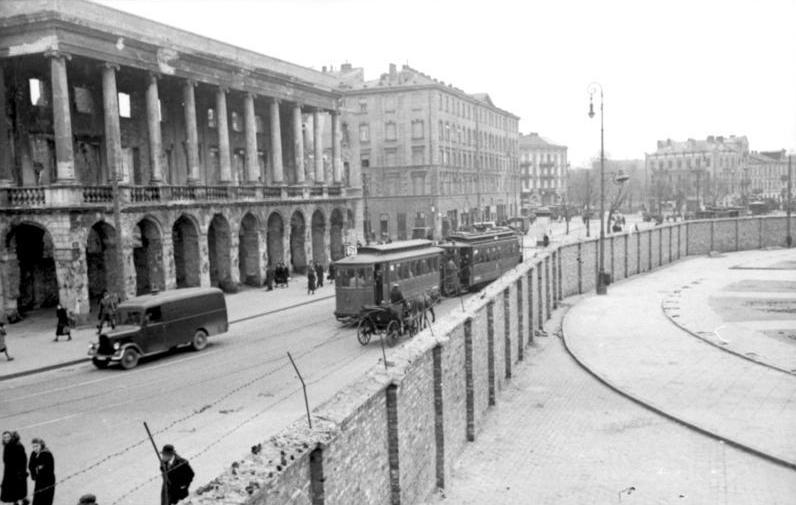
La pared del gueto en la plaza Żelazna Brama, conmemorada en avd. P. Drzewiecki